# Dewas
Dewas är en stad i den indiska delstaten Madhya Pradesh och är centralort i ett distrikt med samma namn. Folkmängden beräknades till cirka 340 000 invånare 2018. Staden ligger på Malwaplatån i västra delen av delstaten. Dewas var förr huvudort i de tidigare furstendömena Dewas Senior och Dewas Junior.